# Піца чотири сири
Піца quattro formaggi (італ.: [ˈKwattro forˈmaddʒi], кватро формаджі, піца чотири сири) — різновид піци в італійській кухні, яка укомплектована комбінацією чотирьох видів сиру, зазвичай плавлених разом з томатним соусом. Він популярний у всьому світі, в тому числі в Італії і є одним із знакових пунктів з меню піцерій.
Традиційно сири включають моцарелу як основний компонент, який підтримує вологість під час приготування їжі, частково захищаючи інші сири від сильного нагрівання духовки. Горгонзола практично систематично присутній і інший дует складається з інших місцевих сирів, в залежності від регіону, з фонтіною і пармезаном в якості типових доповнень, але інші варіанти включають пекоріно, рикоту, Stracchino, Robiola, Taleggio, копчений Provola або качіокавалло. Окрім Моцарели, у масових піцах часто використовують пармезан, романо, азіаго та інші сири в італійському стилі, хоча деякі використовують неіталійські сири, такі як Едам, Емменталь та Блакитний сир. Вибір сирів не випадковий, вони повинні бути жирними або напівжирними та різними за смаком. Окрім Моцарелли, quattro formaggi зазвичай поєднує синій або зрілий сир, м’який сир (наприклад, Емменталь або Грюєр) або вершковий сир (наприклад, Робіола або Страккіно) та твердий сир (пармезан або пекоріно, тертий).
На відміну від інших піц, таких як Наполітана чи Маргарита, які мають давню, багату та задокументовану історію, Quattro Formaggi, незважаючи на свою популярність та перевагу, має менш чітке походження, безумовно, завдяки своєму складу, який є настільки очевидним. Вважається, що ця піца пішла з регіону Лаціо на початку XVIII століття.

## Галерея

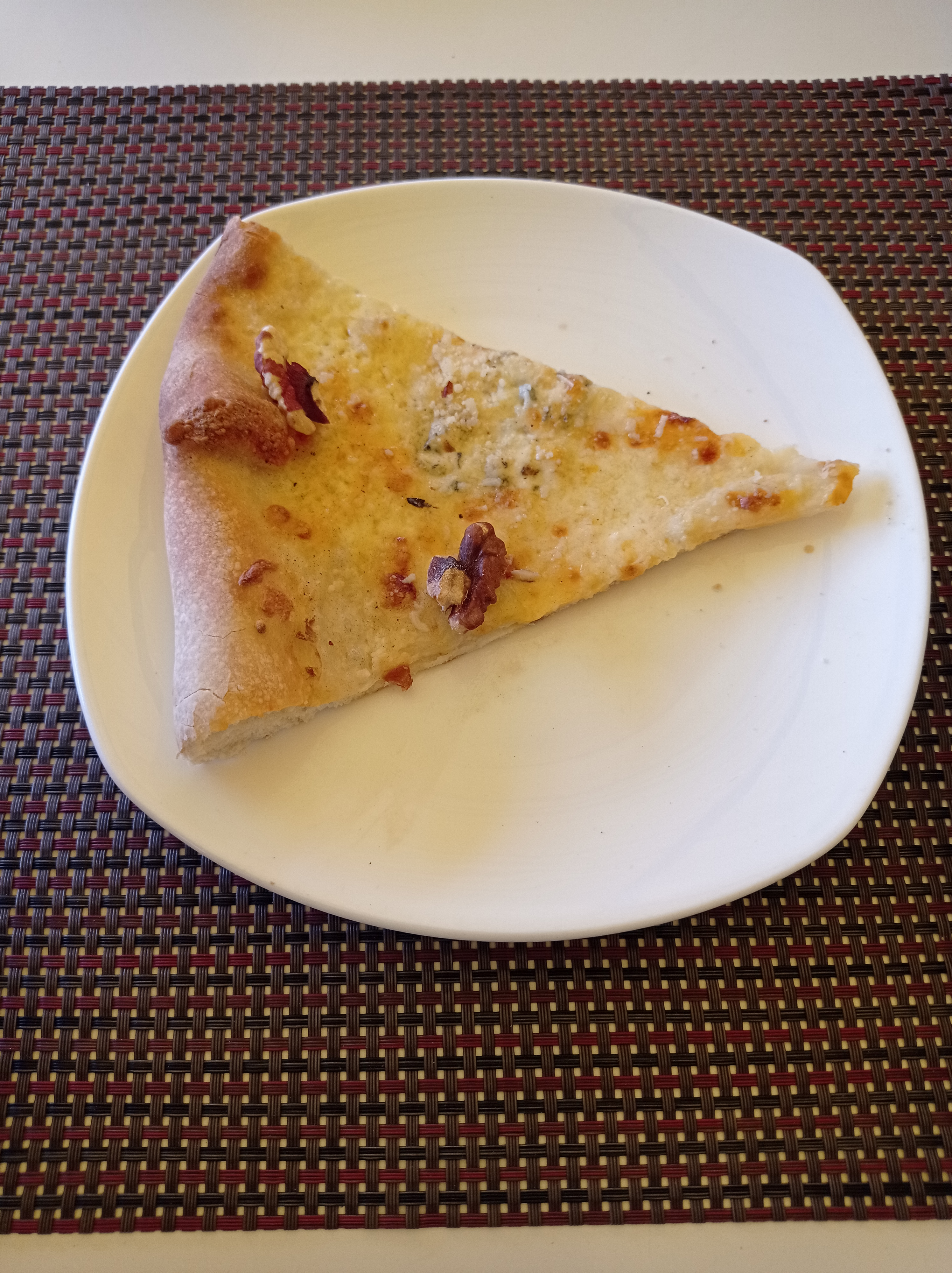
Піца Чотири сири із горіхами в Чернігові. Піцерія Мафія, 2021 рік.